# Stadion Miejski w Wagadugu
Stadion Miejski (fr. Stade Municipal) – wielofunkcyjny stadion w Wagadugu, stolicy Burkiny Faso. Może pomieścić 15 000 widzów. Swoje spotkania rozgrywają na nim piłkarze klubów Santos FC Wagadugu i US Wagadugu. Obiekt był jedną z aren Pucharu Narodów Afryki 1998.